# Трофимов, Ярослав Тарасович
Ярослав Тарасович Трофимов (род. 30 августа 2003, Тобольск, Тюменская область) — российский хоккеист, защитник.

## Биография
Воспитанник ханты-мансийской «Югры-ЮКИОР». В сезоне 2020/21 играл в команде МХЛ «Мамонты Югры», провёл два матча в конце октября за «Югру» в ВХЛ. 29 мая 2021 года был обменян в «Автомобилист» Екатеринбург. Сезон 2021/22 провёл в команде МХЛ «Авто». Со следующего сезона также стал выступать в ВХЛ в составе «Горняка»-УГМК Верхняя Пышма, 14 октября 2022 года в домашнем матче против «Ак Барса» (2:1 Б) дебютировал в КХЛ.